# Movimiento por la Soberanía de los 32 Condados
El Movimiento por la Soberanía de los 32 Condados (32 County Sovereignty Committee, 32CSM) es una organización política republicana irlandesa favorable a la unidad de Irlanda y a que el Reino Unido abandone Irlanda del Norte. Muchos de sus miembros fundadores habían formado parte de un subgrupo del Sinn Féin llamado 32 County Sovereignty Committee o Comité por la Soberanía de los 32 Condados. A menudo son asociados al IRA Auténtico, aunque prefieren etiquetarse como republicanos disidentes, pero esto fue ha sido negado por ambas organizaciones. El grupo se originó en una escisión del Sinn Féin por los Principios Mitchell.

## Objetivos
- "La restauración de la soberanía nacional irlandesa".
- "Buscar lograr la unidad entre el pueblo irlandés en la cuestión de restaurar la soberanía nacional y promover los ideales revolucionarios del republicanismo y, con este fin, involucrarse en la resistencia a todas las formas de colonialismo e imperialismo".
- "Buscar la liberación inmediata e incondicional de todos los prisioneros republicanos irlandeses en todo el mundo."[12]

## Historia
La organización se fundó en 7 de diciembre de 1997, como el Comité de Soberanía del Condado de 32 en un encuentro en Fingal (Dublín) de activistas republicanos opuestos a la posición tomada por el Sinn Féin y otros dirigentes políticos republicanos en el proceso de paz, que había conducido al acuerdo de Belfast (también conocido como Acuerdo de Viernes Santo) el mismo año. Esta división en el movimiento republicano comportó la creación del grupo paramilitar IRA Auténtico, escindido del IRA Provisional. El Movimiento por la Soberanía de los 32 Condados a menudo es considerado como el brazo político los aunque sus miembros rechazan esta consideración. Los presentes se opusieron a la dirección tomada por el Sinn Féin y otros grupos republicanos dominantes en el proceso de paz de Irlanda del Norte, que conduciría al acuerdo conocido como Acuerdo de Viernes Santo) el año siguiente. La misma división en el movimiento republicano llevó a que el grupo paramilitar ahora conocido como el IRA Real se separara del Ejército Republicano Irlandés Provisional aproximadamente al mismo tiempo.
Antes de los referendos sobre el Acuerdo del Viernes Santo de 1998, el 32CSM presentó una presentación legal ante las Naciones Unidas desafiando la soberanía británica en Irlanda. El 32CSM se opuso a los referendos, pero contaron con el apoyo del 71% de los votantes en Irlanda del Norte y del 94% en la República de Irlanda. En febrero de 2000 se informó que el grupo había establecido una "sucursal" en Kilburn, Londres. En noviembre de 2005, el 32CSM lanzó una iniciativa política titulada La democracia irlandesa, un marco para la unidad.
Antes de los referendos del Acuerdo de Viernes Santo, el 32CSM propuso un sometimiento legal al que acordaran las Naciones Unidas sobre los cambios de la soberanía británica en Irlanda. En noviembre de 2005 el 32CSM puso en marcha una iniciativa política llamada Democracia Irlandesa, un marco para la unidad.
El 24 de mayo de 2014, Gary Donnelly (republicano irlandés), miembro del Movimiento de Soberanía de los 32 Condados, fue elegido miembro del superconsejo de Derry y Strabane. 
En julio de 2014, una delegación del Movimiento por la Soberanía de los 32 Condados viajó a Canadá para participar en una gira de conferencias de seis días. A su llegada, la delegación fue detenida y se le negó la entrada a Canadá.

## Protestas
El 32CSM ha protestado contra lo que llama "internamiento preventivo" en ambas jurisdicciones de Irlanda.
Otras protestas incluyen las contra el exlíder del Partido Unionista Democrático (DUP) Ian Paisley en Cobh, condado de Cork, contra el ex primer ministro británico John Major que recibió las llaves de la ciudad de Cork, contra una visita a la República de Irlanda por el jefe del Servicio de Policía de Irlanda del Norte, Sir Hugh Orde, y contra la ocupación de Palestina israelí y la ocupación estadounidense de Irak.
En 2015, el 32CSM organizó una manifestación en Dundee, Escocia, en solidaridad con los hombres condenados por dispararle al agente Stephen Carroll, el primer oficial de policía asesinado en Irlanda del Norte desde la formación del PSNI. La organización dice que los "Craigavon Two" son inocentes y han sido víctimas de un error judicial.

## Legalidad
Actualmente, el grupo se considera una Organización terrorista extranjera) (FTO) para los Estados Unidos, porque el grupo se considera inseparable del IRA Real, que está designado como FTO. En una sesión informativa en 2001, un portavoz del Departamento de Estado de EE. UU. declaró que "las pruebas proporcionadas por los gobiernos británico e irlandés y los materiales de fuente abierta demuestran claramente que los individuos que crearon el Real IRA también establecieron estas dos entidades para sirven como la cara pública del Real IRA. Estas organizaciones alias se dedican a la propaganda y la recaudación de fondos en nombre del Real IRA y en colaboración con él. La designación del Departamento de Estado de EE. UU. hizo ilegal que los estadounidenses brindaran apoyo material al Real IRA, exige que las instituciones financieras estadounidenses bloqueen los activos del grupo y niega visas a los EE. UU. a presuntos miembros del RIRA.  En 2001 el portavoz del Departamento de Estado de EE. UU. afirmó que: "hay pruebas tanto del Gobierno británico como del irlandés, así como fuentes materiales diversas que demuestran claramente que los individuos que crearon el IRA Auténtico también formaron estas dos entidades para usarlas como pantalla pública del IRA Auténtico. Estas organizaciones se encargan de la propaganda y recogida de dinero en colaboración con el IRA Auténtico". Esto les ha convertiría en ilegales ante los EE. UU. por obtener apoyo material para el IRA Auténtico, y exige apoyo material a las instituciones financieras estadounidenses para bloquear las cuentas del grupo y denegarles visados para visitar el país.

## Fuera de Irlanda
El 32CSM también opera hasta cierto punto fuera de la isla de Irlanda. Michael Gaughan y Frank Stagg tienen lazos en Inglaterra, Escocia y Gales, y tiene una relación activa de promoción mutua con una minoría de británicos grupos de izquierda y organizaciones antifascista. La James Larkin Republican Flute Band (fundada en 1996) en Liverpool y la Alianza de bandas del oeste de Escocia (fundada en 1979), cuya sección más grande es Parkhead, con sede en Glasgow, apoyando abiertamente  al 32CSM. En 2014, se informó que el supuesto ala paramilitar del 32CSM, el IRA Real, todavía estaba involucrado en intentos de perpetrar atentados con bombas en Gran Bretaña como parte de la Campaña republicana irlandesa disidente, que ha estado en curso desde 1998.

.